# Розовый перец

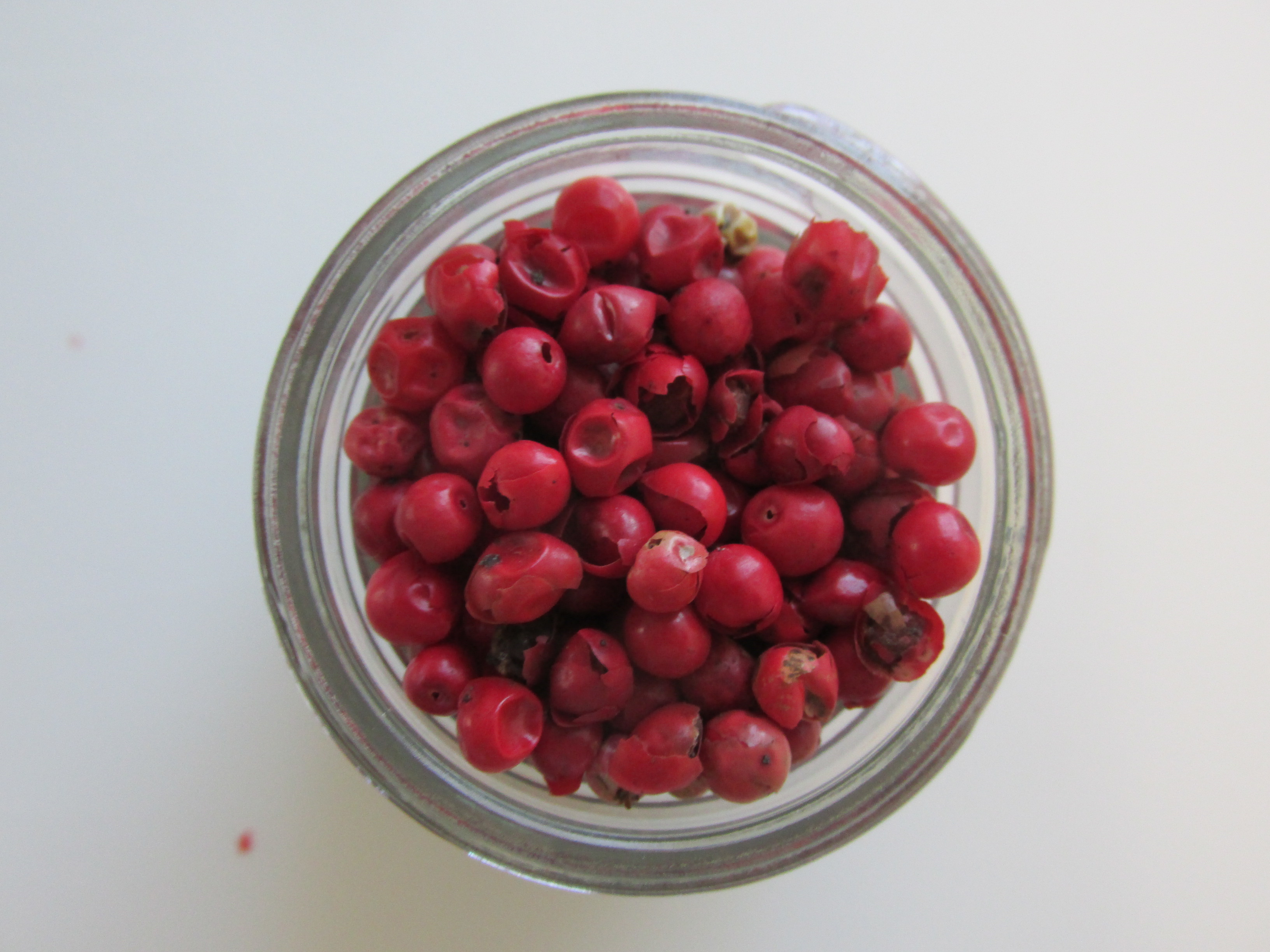

Ро́зовый пе́рец — пряность, получаемая из плодов перуанского перца (Шинус мягкий (Schinus molle)) или бразильского перца (Шинус фисташколистный (Schinus terebinthifolius)).
В больших количествах токсичен. Часто входит в состав смесей типа «Четыре перца» вместе с чёрным, белым и зелёным перцем.
Иногда под названием розовый или красный перец также встречается пряность, особым образом приготовленная из зрелых плодов перца чёрного.

## Особенности
- Одно из названий розового перца — Christmasberry, то есть «Ягода Рождества». Дело в том, что накануне Рождества англичане украшают дома гирляндами, в которых присутствуют ярко-розовые или красные ягоды розового перца.
- Шинус фисташколистный во многих странах выращивают в чисто декоративных целях. Из-за того, что бразильский перец может расти в практически любых условиях, зачастую он вытесняет все другие растения, поэтому в США шинус фисташколистный попал в список самых вредных сорняков. При этом уничтожить бразильский перец не так-то просто — его семена переносятся ветром, птицами и насекомыми на дальние расстояния, кроме того, если срубить дерево, из его пня вырастает до десяти новых побегов.

## Применение в кулинарии
- Национальные кухни: французская кухня, южноамериканская, средиземноморская
- Сочетание с пряностями: чёрный, белый, зелёный перцы, поэтому в основном входит в состав смеси перцев
- Использование: Розовый перец собирают спелым и сушат цельными горошинами. В молотом виде розовый перец не продают, так как моментально теряет свой нежный фруктово-древесный аромат. Иногда розовый перец консервируют в рассоле
- Применение: рыба, мясо, курица, десерты, напитки, соусы.

## Применение в медицине
Оказывает благоприятное воздействие на:
- пищеварительную систему, возбуждая аппетит
- ротовую полость и горло при воспалениях и заболеваниях
- верхние дыхательные пути при хронических заболеваниях
- кожные покровы, снимая воспаления, стимулируя заживление при ранах, а также ушибах.

## Исторические факты
Вопреки тому, что родиной розового перца является Южная Америка, а именно Бразилия, его широкому распространению в качестве пряности поспособствовали французы. Французы не только ввели моду на нежный изысканный вкус и аромат этой пряности, но и в настоящее время являются основными поставщиками — розовый перец поставляется в основном с французского острова Реюньон, расположенного в Индийском океане.